# Gebandeerde bosvalk
De gebandeerde bosvalk (Micrastur gilvicollis) is een roofvogel uit de familie van de Falconidae (valkachtigen).

## Verspreiding en leefgebied
Deze soort komt voor in het Amazonebekken van de Guyana's en zuidelijk Venezuela tot Bolivia en Brazilië.